# Carina Beduschi
Carina Beduschi (Florianópolis, 19 december 1984) was Miss Brasil 2005 en is heden model.

## Biografie
Beduschi's vader Domingos Sávio Beduschi is van Italiaanse afkomst en haar moeder Helena Márcia Schlichting Beduschi van Duitse. Ze werd in 1984 geboren in de Braziliaanse deelstaat Santa Catarina. In 2005 won ze de Miss Santa Catarina-missverkiezing en op 14 april dat jaar werd ze in Rio de Janeiro verkozen als de 51ste Miss Brasil. Ze trad hiermee in de voetsporen van een familielid, Isabel Cristina Beduschi, die in 1988 dezelfde missverkiezingen won. Als Miss Brasil werd Beduschi afgevaardigd naar de Miss Universe 2005-verkiezing in Thailand waar ze zich echter niet plaatste. Beduschi studeerde architectuur aan de Universidade do Sul toen ze tot Miss Brazilië werd verkozen. Om haar taken als miss te kunnen vervullen moest ze die studies afbreken.